# Mnioloma novaezelandiae
Mnioloma novaezelandiae là một loài rêu trong họ Calypogeiaceae. Loài này được J.J. Engel mô tả khoa học đầu tiên năm 2006.